# 专利合作条约

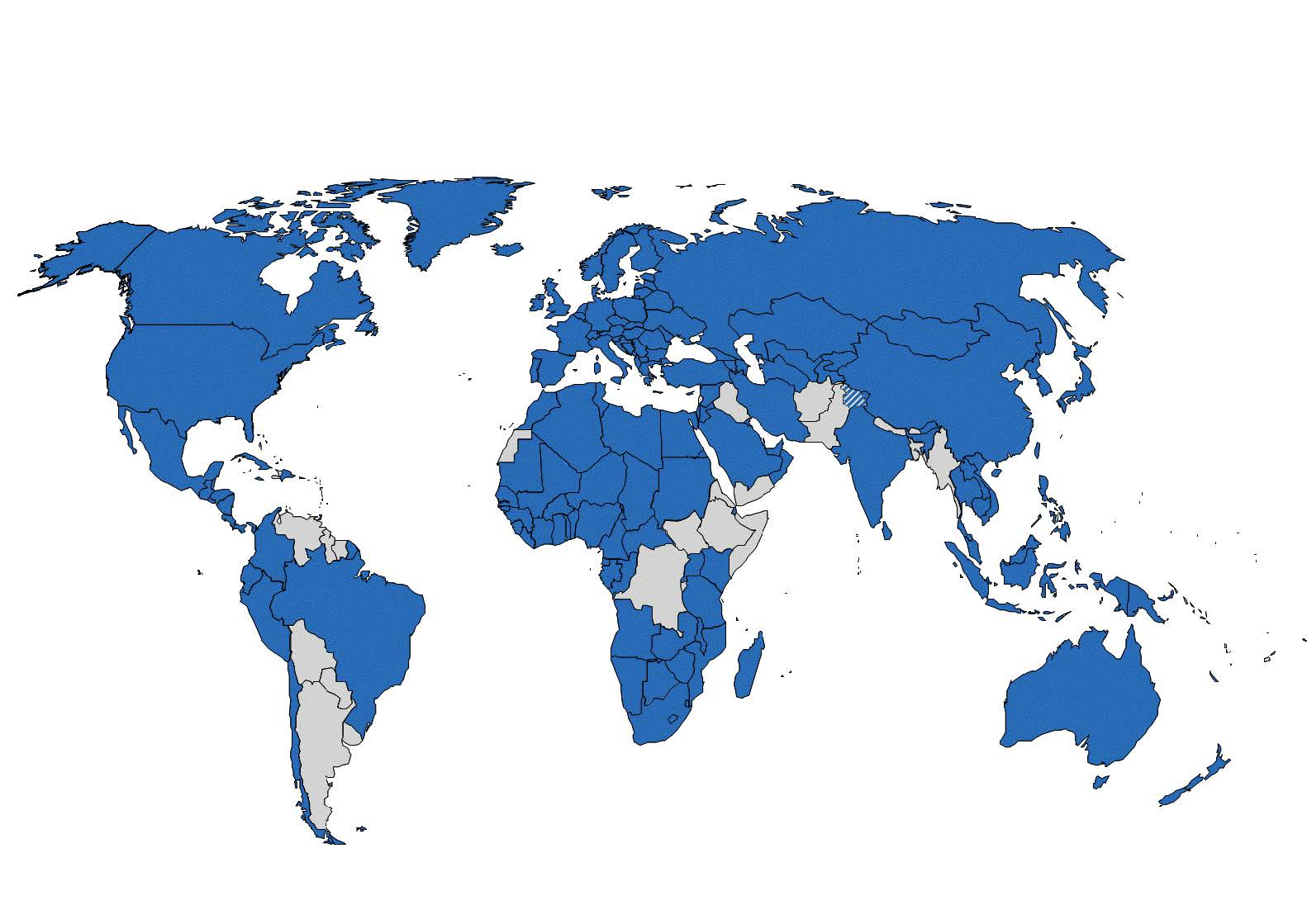
截至2021年11月的專利合作條約成員國。

专利合作条约（英語：Patent Cooperation Treaty，簡稱PCT）是于1970年达成的关于专利申请的国际合作的条约，于1978年生效。该条约規定了提交專利申請的統一程序，以保護其每個締約國的發明。截至2023年，专利合作条约的締約國有157个，其中，大多数的工业化国家都包含在内。依照专利合作条约提出的专利申请被称为国际申请或PCT申请。預計到2020年底，PCT 申請總數將達到 400 萬件。

## PCT申请程序
国际专利申请人只需在一个缔约国以一种规定语言提出一次申请，如在该申请中指明需要获得专利保护的国家，就产生了分别向这些国家提交专利申请的效力。在進行PCT的申請時，先是經過義務性的國家/地區審查階段，再交由國際性機關逕行核查。申请由受理局（Receiving Office, RO）受理，然后由国际检索机关（International Searching Authority, ISA）检索现有专利并出具国际检索报告，附以关于该申请的可专利性的书面意见。作为任选程序，国际专利申请人还可以请求国际预备审查机关 （International Preliminary Examining Authority, IPEA）出具初步审查报告。最后，专利权的授予由被申请国/地區（即国际专利申请中需要获得专利保护的国家/地區）的專利局按照国内法的实质和程序要求决定专利授予事项。

## 通过PCT获得专利的法律地位
专利合作条约并没有创制在各国通用的“国际专利”，专利权的授予仍然需要通过国内法来解决，授予的专利权也具有地域性，而专利合作条约为专利在多国申请的程序提供了一个减少重复申请的繁琐劳动、提高申请效率的平台。